# Art in the National Gallery
Art in the National Gallery è una trasmissione televisiva che presenta una serie di documentari in lingua inglese, visibili sul portale Rai Educational de ilD, che analizzano alcuni quadri esposti alla National Gallery di Londra.
Le puntate non seguono un ordine cronologico e i dipinti vengono analizzati in base a parametri come la funzione, la committenza e la tecnica pittorica.

## Episodi
Di seguito vengono indicati il titolo dell'episodio e, tra parentesi, l'artista.
- Venus and Mars (Sandro Botticelli)
- Cupid Complaining to Venus (Cranach); The Adoration of the Kings (Jan Gossaert)
- Mr and Mrs Andrews (Thomas Gainsborough)
- The Ambassadors (Holbein)
- The Arnolfini Portrait (Jan Van Eyck)
- Self Portrait at the Age of 34, Self Portrait at the Age of 63 (Rembrandt)
- Coronation of the Virgin (Jacopo di Cione); The Annunciation (Carlo Crivelli)
- An Autumn Landscape with a View of Het Steen (Peter Paul Rubens); The Avenue at Middelharnis (Meindert Hobbema); Rain, Steam and Speed: The Great Western Railway (William Turner)
- Calais Pier: an English Packet Arriving (William Turner)
- An Experiment on a Bird in the Air Pump (Joseph Wright of Derby); A Winter Scene with Skaters near a Castle (Hendrick Avercamp)
- Bathers at Asnies (Georges Seurat)
- Perseus Turning Phineas and his Followers to Stone (Luca Giordano); Judith in the Tent of Holofernes (Johann Liss)
- The Execution of Lady Jane Grey (Hippolyte Delaroche)
- Bacchus and Ariadne (Tiziano); St George and the Dragon (Paolo Uccello); Judith in the Tent of Holofernes (Johann Liss)